# جنگ دنیاها (فیلم ۱۹۵۳)
جنگ دنیاها (انگلیسی: The War of the Worlds) فیلمی در ژانر علمی–تخیلی به کارگردانی بایرون هاسکین است که در سال ۱۹۵۳ منتشر شد. از بازیگران آن می‌توان به ژن بری، ان رابینسون، سدریک هاردویک، هنری براندون، و جک کروشن اشاره کرد.